# Procédé Fresson
Le procédé Fresson est un procédé de tirage photographique en quadrichromie au charbon direct, mis au point en 1952 par Pierre Fresson et son fils Michel Fresson, pour la réalisation de tirages photographiques en couleur.
Il se base sur le procédé « charbon-satin » monochrome inventé en 1899 par leur aïeul Théodore-Henri Fresson.

## Histoire

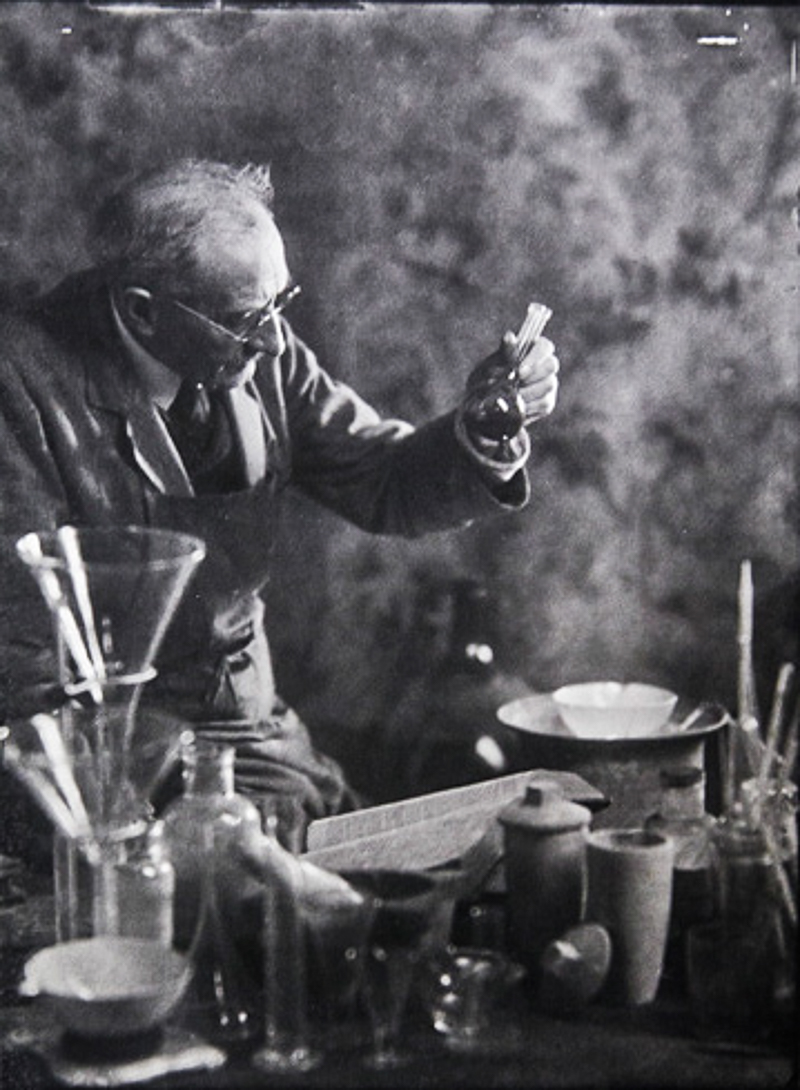
Théodore-Henri Fresson (1865-1951).

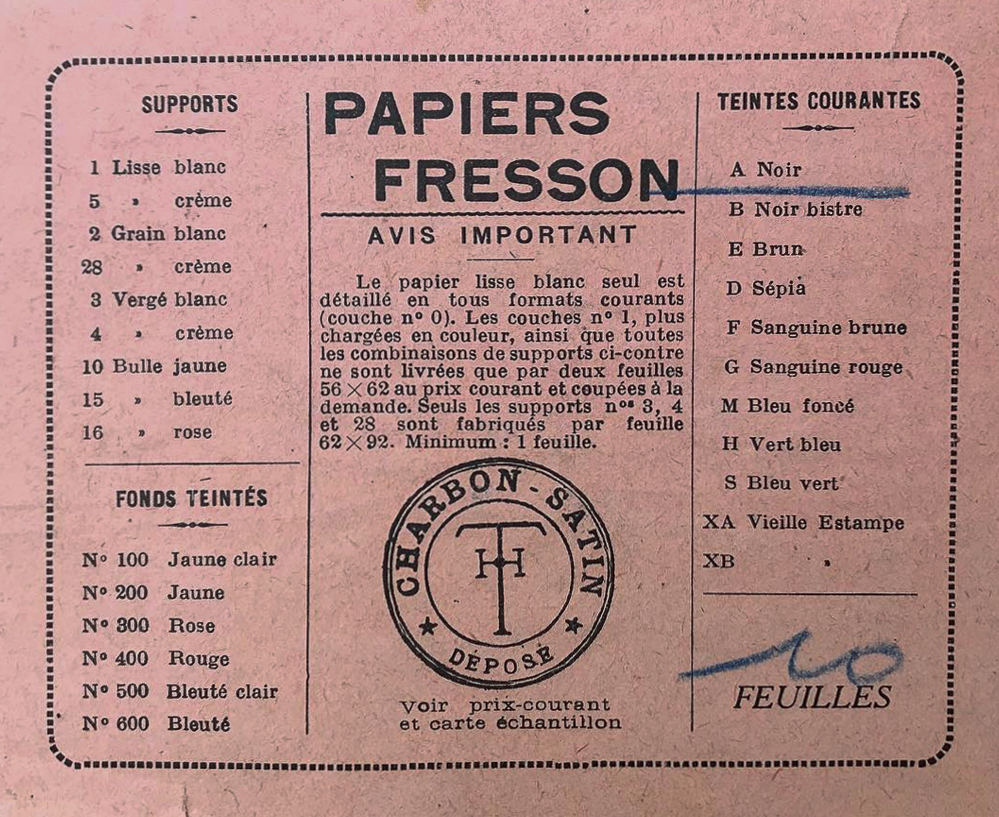
Étiquette « charbon-satin » d'un papier Fresson.

C’est en 1899 que Théodore-Henri Fresson (1865-1951), ingénieur agronome de formation et passionné de photographie, présente devant le bureau de la Société française de photographie « des épreuves photographiques tirées sur un papier au charbon qui peut se développer sans transfert. » Il obtient ce résultat en « préparant son papier au moyen de plusieurs couches de sensibilité différente et de telle façon que l’insolubilisation se fasse plus rapidement dans les portions qui avoisinent le papier. » Il produit alors un papier monochrome appelé « charbon-satin » en feuilles prêtes à l’emploi qu’il fabrique et commercialise dans son atelier de Dreux avec l’aide de sa femme Maria et ses fils Pierre (1904-1983) et Edmond (1898-1964).

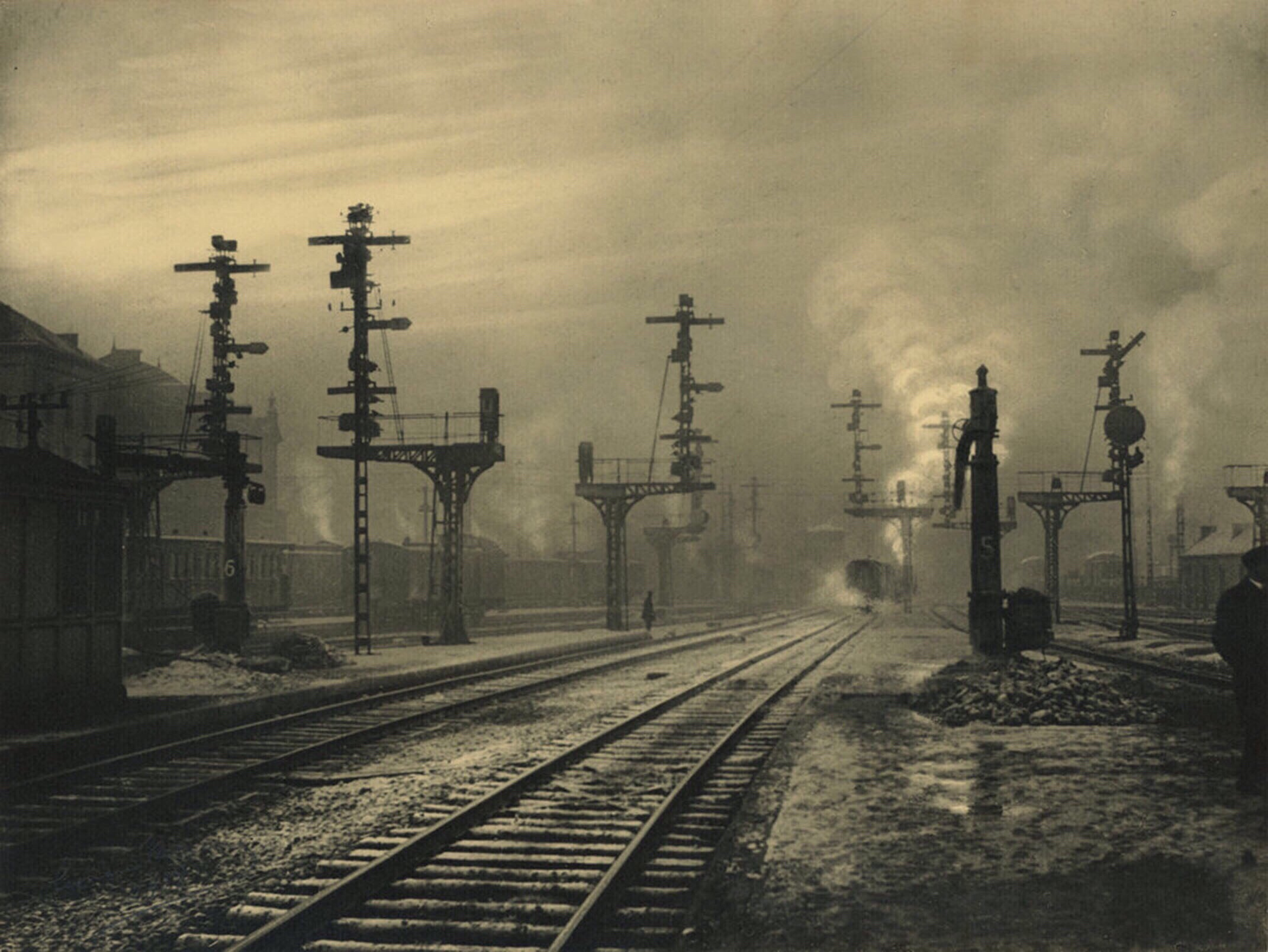
Léonard Misonne, Station Namen, vers 1910. Tirage au charbon Fresson.

Parmi les photographes pictorialistes qui utilisent cette invention figurent José Ortiz Echagüe, Léonard Misonne, Robert Demachy et Constant Puyo.
À partir de 1947, Pierre et Edmond Fresson, aidés par leurs enfants, sont amenés à faire les tirages eux-mêmes, Edmond fait les tirages par contact et Pierre les agrandissements. Ils cessent petit à petit la vente du papier au charbon. Ils travaillaient alors pour des studios photographiques dans toute la France et pour quelques artistes dont les plus connus sont Laure Albin Guillot, Lucien Lorelle et Pierre Jahan.
En 1950, Pierre Fresson cherche à adapter le procédé à la couleur et s’installe dans un atelier à Savigny-sur-Orge, plus petit mais plus proche de la clientèle parisienne et étrangère. Son fils Michel, né en 1936, commence à travailler avec lui, et ensemble ils mettent au point, après deux années de recherches et d’essais les premiers tirages au charbon en couleur connu sous le nom de « procédé Fresson ».
Michel Fresson devient un grand maître du tirage photographique, unanimement reconnu et respecté par la profession. Apprécié pour « la texture et le rendu très particuliers de ce procédé pigmentaire », et sa bonne conservation dans le temps, de nombreux artistes ont recours au « procédé Fresson » pour la réalisation de leurs tirages d’exposition et de collection, parmi lesquels Bernard Plossu,, Bernard Faucon, Frank Horvat, Georges Tourdjman, Michel Séméniako, John Batho, Lucien Clergue, Didier Ben Loulou, Cy Twombly, Dolorès Marat, John Stewart, Sheila Metzner, Paolo Roversi, Deborah Turbeville, Sarah Moon, Dominique Issermann, Martine Franck, Karl Lagerfeld, Jacques Pugin.
Jean-François Fresson rejoint son père en 1978. Il est le dernier dépositaire de ce « savoir faire unique au monde » dans l’atelier familial à Savigny-sur-Orge, après la mort de Michel Fresson en août 2020.

Tirages quadrichromiques au charbon selon le procédé Fresson
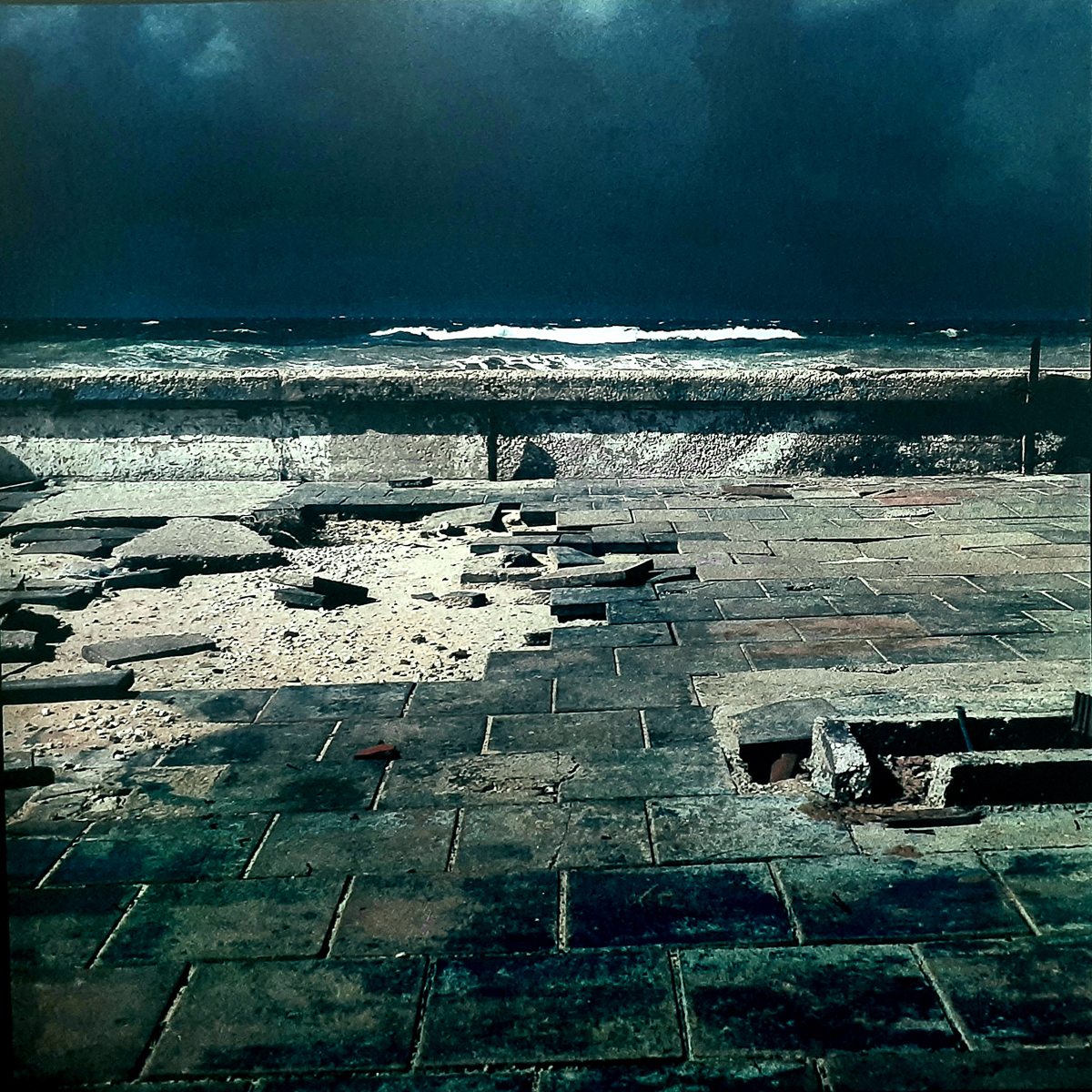
Vision Fresson …
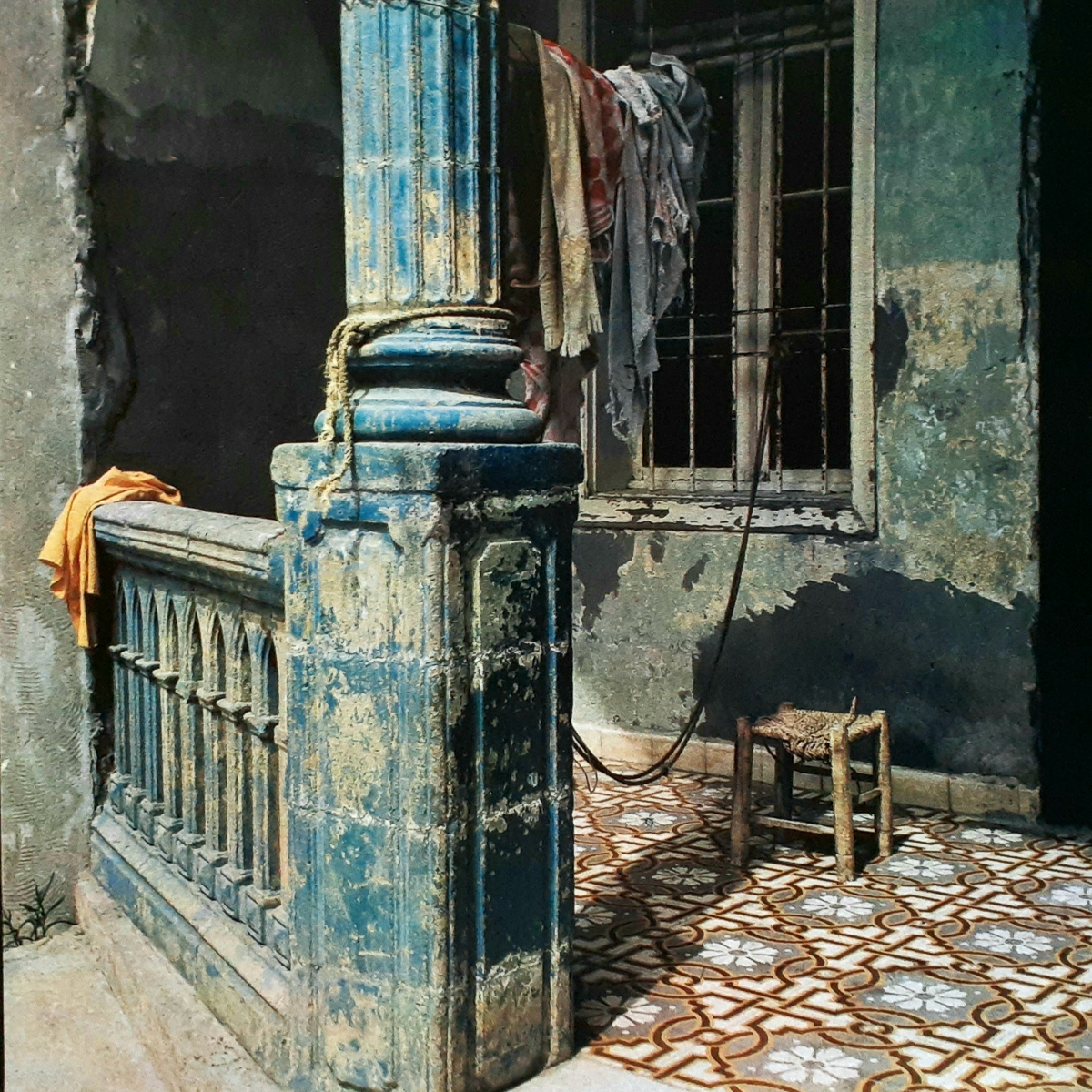
… de Didier Ben Loulou.

« … J’ai immédiatement le coup de foudre, je ne m’attendais pas à ce qu’un tirage restitue aussi fidèlement les couleurs et l’ambiance du moment. […] On effleure les saisons, les arbres vibrent, le vent murmure… En un mot, Michel Fresson est mon traducteur. »

— Entretien de Bernard Plossu avec Brigitte Ollier, à propos des tirages Fresson.

## Description

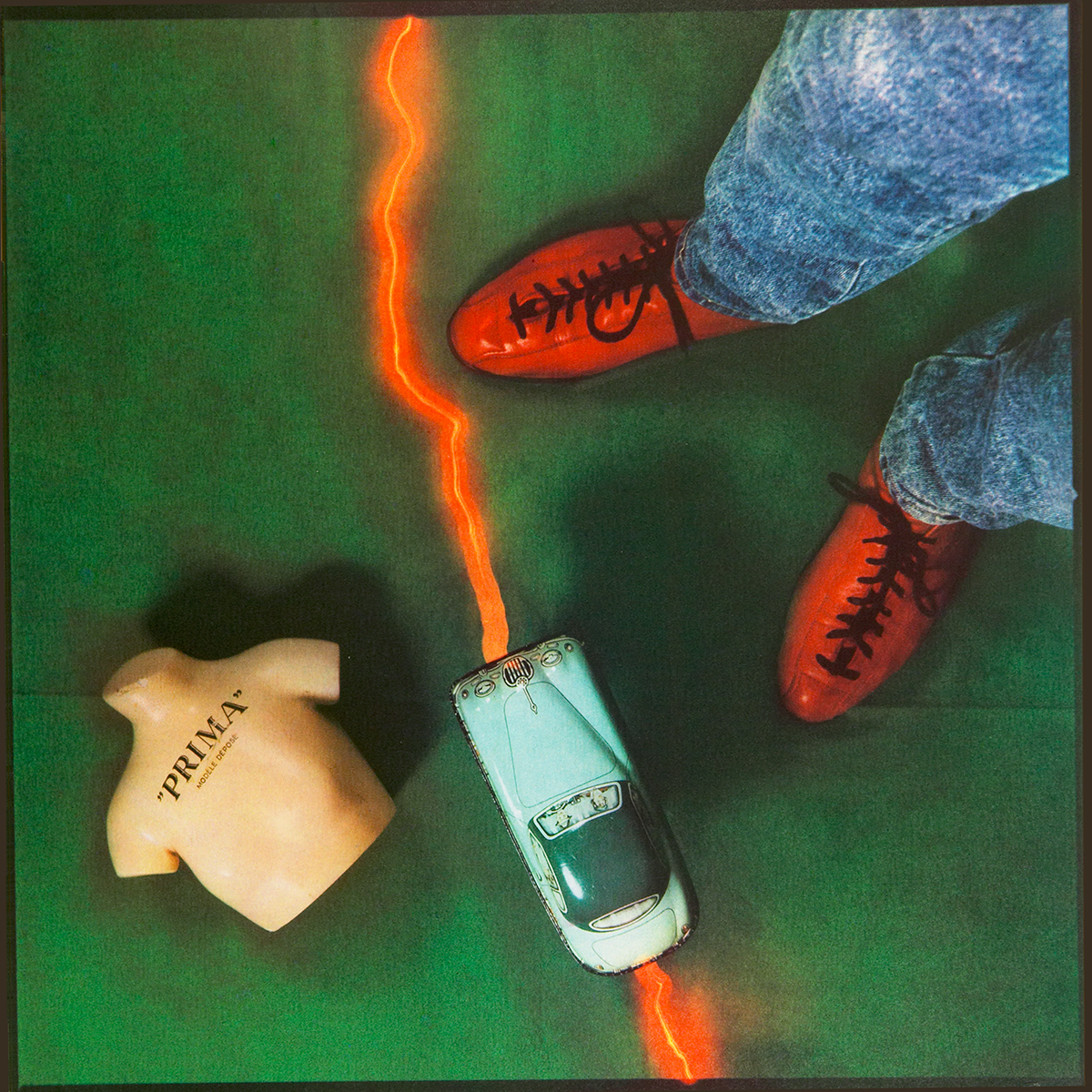
Les Jouets par Jacques Pugin, tirage réalisé par Michel Fresson en 1984.

Le procédé couleurs commence par une décomposition des couleurs de l'image par tirage contact sur plan film monochrome, avec un filtrage rouge-vert-bleu qui permet la sélection successive de chacune des trois couleurs complémentaires, et accessoirement des noirs.
Chaque plan film est ensuite tiré par agrandissement sur un papier cartoline préalablement émulsionné avec une couche de gélatine pigments sensibilisés, dans l’ordre suivant :
1. pigments cyan pour le plan film sélectionné sous filtre rouge
2. pigments jaune pour le plan film sélectionné sous filtre bleu
3. pigments magenta pour le plan film sélectionné sous filtre vert
4. pigments noir de carbone pour le plan film sélectionné sous filtre dense jaune-vert

Entre chaque tirage, le papier est dépouillé puis séché, puis les pigments de la couleur suivante sont couchés et émulsionnés.
À la fin de cette série de quatre tirages, on obtient une épreuve couleur en quadrichromie, les couleurs étant obtenues par synthèse soustractive des couleurs. Ce procédé est proche dans son approche des méthodes d'impression quadrichromes du monde de l'édition, ou de l'impression couleur en photographie numérique. La différence essentielle est qu'il ne nécessite pas de trame, et qu'une succession de tirages photographiques remplace l'encrage.

## Publications
Liste non exhaustive de livres de photographes utilisant le procédé Fresson
- Dolorès Marat, New-York USA, Paris, éd. Marval, 2002
- Pascal Delcey, Le Vaisseau Garnier, Marseille, Éditions Parenthèses, 2005[17]
- Didier Ben Loulou, Sanguinaires, Paris, Éditions de la Table ronde, 2020[18]
- Bernard Plossu, Tirages Fresson, Paris, Éditions Textuel, 2020[19]

## Expositions
- « Vision Fresson », Bernard Plossu et Didier Ben Loulou, centre culturel Romain-Gary, Jérusalem, Israël, 2015[20]

### Filmographie
- Le Procédé Fresson, documentaire de Jean Réal, avec la participation des photographes Bernard Faucon, Bernard Plossu, John Batho, Georges Tourdjman et Frank Horvat, et du tireur Michel Fresson.

Présenté aux Rencontres de la photographie d'Arles, ministère de la Culture, CNRS, 30 min, 1986 ; cf. Le Film documentaire, consulté le 28 août 2020.
Prix spécial du jury, festival international du film sur l’art de Montréal, 1988 ; voir « L'Art sur pellicule »  de Lyne Crevier, dans ETC, volume 1, numéro 4, p. 72 Montréal  (ISSN 0835-7641).
- Le Tirage Fresson, documentaire de Thomas Goupille, coll. « Les maîtres du tirage », Cinq26, 50 min, 2013.
- [vidéo] Le Mystère Fresson, Ina, 2014.